# Novi Vorobii, Malîn
Novi Vorobii (în ucraineană Нові Вороб`ї) este localitatea de reședință a comunei Novi Vorobii din raionul Malîn, regiunea Jîtomîr, Ucraina.

## Demografie
Componența lingvistică a localității Novi Vorobii
     Ucraineană (98,74%)
     Rusă (1,01%)
Conform recensământului din 2001, majoritatea populației localității Novi Vorobii era vorbitoare de ucraineană (98,74%), existând în minoritate și vorbitori de rusă (1,01%).